# Шаркиён
Шаркиён (тадж. Шарқиён) — деха́ (сельский населённый пункт) в Таджикабадском районе РРП Таджикистана. Входит в состав сельской общины (джамоата дехота) Нушор. Расстояние от села до центра района (пгт Таджикабад) — 7 км, до центра джамоата (село Нушори-Боло) — 1 км. Население — 893 человек (2017 г.), таджики. Население в основном занято сельским хозяйством (животноводство и растениводство). Земли орошаются главным образом водами горных источников.